# متیو براگار
متیو براگار (فرانسوی: Mathieu Bragard‎; ۱۰ مارس ۱۸۹۵ – ۱۹ ژوئیهٔ ۱۹۵۲) بازیکن فوتبال اهل بلژیک بود.
وی به‌همراه تیم ملی فوتبال بلژیک به مقام قهرمانی بازی‌های المپیک تابستانی ۱۹۲۰ دست پیدا کرده‌است. 